# Нене Черрі
Нене Меріанн Карлссон (нар. 10 березня 1964 в Стокгольмі, Швеція) — шведська співачка, поетеса, композиторка та реперка, двічі номінована на премію Греммі та MTV Europe Music Awards. Черрі — це прізвище прийомного батька і псевдонім.

## Біографія
Прийомна донька джазового трубача Дона Черрі. Серед її братів та сестер Ігл Ай Черрі та Тітійо. З 1981 року Нене — вокалістка англійського пост-панк-гурту Rip Rig & Panic, окрім цього працювала в таких гуртах, як The Slits та The The як бек-вокалістка.
В 1989 Черрі записала дебютний альбом «Raw Like Sushi», який складав з себя суміш хіп-хоп-ритмів та поп-мелодій.
В 1992 вийшов другий альбом «Homebrew», який Нене Черрі записала у співпраці з Джоффом Барроу та Майклом Стайпом.
В 1994 Черрі в дуеті із сенегальським співаком Юссу Н'Дур випустила хіт-сингл «7 Seconds», який приніс їй світову славу.
В березні 1995 вийшов сингл «Love Can Build A Bridge», він зайняв перші місця в хіт-парадах Великої Британії.
В 1996 видала альбом «Man». Співавтором багатьох її пісень в цьому альбомі виступив її чоловік Камерон МакВей.

## Дискографія

### Альбоми
| Рік  | Назва          | UK | U.S. | AUS | GER | SWE |
| ---- | -------------- | -- | ---- | --- | --- | --- |
| 1989 | Raw Like Sushi | 2  | 40   | 30  | 10  | 3   |
| 1992 | Homebrew       | 27 | —    | 49  | —   | 29  |
| 1996 | Man            | 16 | —    | 10  | 20  | 22  |
| 2014 | Blank Project  |    |      |     |     |     |

### Спільні альбоми
с CirKus
- Laylow (2006)
- Medicine (2009)

с The Thing
- The Cherry Thing (2012)

### Сингли
| Рік  | Назва                                                              | Місце в чартах | Місце в чартах | Місце в чартах | Місце в чартах | Місце в чартах | Місце в чартах | Місце в чартах | Місце в чартах | Album                        |
| Рік  | Назва                                                              | UK             | U.S.           | U.S. Dance     | AUS            | NZ             | GER            | NL             | SWI            | Album                        |
| ---- | ------------------------------------------------------------------ | -------------- | -------------- | -------------- | -------------- | -------------- | -------------- | -------------- | -------------- | ---------------------------- |
| 1989 | «Buffalo Stance»                                                   | 3              | 3              | 1              | 21             | 14             | 2              | 1              | 2              | Raw Like Sushi               |
| 1989 | «Manchild»                                                         | 5              | —              | —              | 51             | 4              | 2              | —              | 4              | Raw Like Sushi               |
| 1989 | «Kisses on the Wind»                                               | 20             | 8              | 19             | 52             | 8              | 23             | —              | 9              | Raw Like Sushi               |
| 1989 | «Heart»                                                            | —              | 73             | —              | 91             | —              | —              | —              | —              | Raw Like Sushi               |
| 1989 | «Inner City Mama»                                                  | 31             | —              | —              | —              | 15             | —              | —              | 17             | Raw Like Sushi               |
| 1990 | «I’ve Got You Under My Skin»                                       | 25             | —              | —              | 61             | 32             | 23             | —              | 25             | Single Only                  |
| 1992 | «Money Love»                                                       | 23             | —              | —              | 85             | 31             | —              | —              | —              | Homebrew                     |
| 1993 | «Buddy X»                                                          | 35             | 43             | 4              | —              | —              | —              | 23             | —              | Homebrew                     |
| 1994 | «7 Seconds» (with Youssou N'Dour)                                  | 3              | 98             | —              | 3              | 7              | 3              | 2              | 1              | Man                          |
| 1995 | «Love Can Build a Bridge» (with Cher, Кріссі Хайнд & Eric Clapton) | 1              | —              | —              | —              | —              | 62             | 41             | 21             | Single Only                  |
| 1996 | «Woman»                                                            | 9              | —              | —              | 17             | 35             | 52             | 22             | 12             | Man                          |
| 1996 | «Kootchi»                                                          | 38             | —              | —              | —              | —              | —              | —              | —              | Man                          |
| 1997 | «Feel It»                                                          | 68             | —              | —              | —              | —              | —              | —              | —              | Man                          |
| 1999 | «Buddy X '99» (with Dreem Teem)                                    | 15             | —              | —              | —              | —              | —              | —              | —              | Single Only                  |
| 2000 | «Long Way Around» (with Eagle-Eye Cherry)                          | 48             | —              | —              | —              | —              | —              | 81             | 45             | Living In the Present Future |
| 2003 | «Braided Hair» (1 Giant Leap featuring Neneh Cherry & Speech)      | 78             | —              | —              | —              | —              | —              | 96             | —              | 1 Giant leap                 |
| 2006 | «Kids With Guns» (with Gorillaz)                                   | 27             | —              | —              | 31             | —              | 97             | —              | —              | Demon Days                   |